# کولایغیر
کولایغیر (انگلیسی: Kulaigyr) یک شهرک در استان قراغندی کشور قزاقستان است.